# Liste der Naturschutzgebiete im Landkreis Stade
Im Landkreis Stade gibt es 34 Naturschutzgebiete (Stand April 2025).
| Name des Gebietes                          | Bild           | Kennung | WDPA      | Landkreis / Stadt                                                | Beschreibung / Bemerkungen | Standort | Fläche in Hektar | Jahr der Verordnung |
| ------------------------------------------ | -------------- | ------- | --------- | ---------------------------------------------------------------- | -------------------------- | -------- | ---------------- | ------------------- |
| Asselersand                                | weitere Bilder | LÜ 169  | 7095      | Landkreis Stade                                                  |                            | Position | 615,79           | 1988                |
| Aueniederung und Nebentäler                | weitere Bilder | LÜ 216  | 162260    | Landkreis Stade                                                  |                            | Position | 685              | 1997                |
| Barger Heide                               | weitere Bilder | LÜ 317  | 555638589 | Landkreis Stade                                                  |                            | Position | 40               | 2017                |
| Braken und Harselah                        | weitere Bilder | LÜ 175  | 162524    | Landkreis Stade                                                  |                            | Position | 583              | 1989                |
| Deinster Mühlenbach                        | weitere Bilder | LÜ 262  | 329321    | Landkreis Stade                                                  |                            | Position | 151,71           | 2004                |
| Die Scheidung                              |                | LÜ 364  | 555734395 | Landkreis Stade, Landkreis Cuxhaven                              |                            | Position | 27               | 2020                |
| Elbe und Inseln                            | weitere Bilder | LÜ 345  | 555690908 | Landkreis Stade                                                  |                            | Position | 7644             | 2018                |
| Feerner Moor                               | weitere Bilder | LÜ 189  | 163033    | Landkreis Stade                                                  |                            | Position | 183,46           | 1991                |
| Frankenmoor                                | weitere Bilder | LÜ 215  | 163137    | Landkreis Stade                                                  |                            | Position | 103,56           | 1997                |
| Fredenbecker Mühlenbach                    | weitere Bilder | LÜ 263  | 329381    | Landkreis Stade                                                  |                            | Position | 116,99           | 2004                |
| Hadelner und Belumer Außendeich            | weitere Bilder | LÜ 100  | 30111     | Landkreis Stade                                                  |                            | Position | 1.283            | 2017                |
| Hohes Moor                                 | weitere Bilder | LÜ 013  | 163752    | Landkreis Rotenburg, Landkreis Stade                             |                            | Position | 639,92           | 1985                |
| Hohes Moor Randbereiche                    | weitere Bilder | LÜ 294  | 555552572 | Landkreis Stade                                                  |                            | Position | 224,66           | 2012                |
| Im Tadel                                   | weitere Bilder | LÜ 156  | 163886    | Landkreis Stade                                                  |                            | Position | 53,75            | 1988                |
| Kahles und Wildes Moor                     | weitere Bilder | LÜ 310  | 555638579 | Landkreis Stade                                                  |                            | Position | 94               | 2017                |
| Kehdinger Moore                            |                | LÜ 311  | 555638578 | Landkreis Stade                                                  |                            | Position | 252              | 2017                |
| Kehdinger Moore II                         |                | LÜ 375  | 555754903 | Landkreis Stade                                                  |                            | Position | 252              | 2017                |
| Kuhlstückenmoor                            |                | LÜ 130  | 164286    | Landkreis Stade                                                  |                            | Position | 14,51            | 1985                |
| Moor bei Revenahe                          | weitere Bilder | LÜ 096  | 164667    | Landkreis Stade                                                  |                            | Position | 30,32            | 1984                |
| Moore bei Buxtehude                        | weitere Bilder | LÜ 271  | 378124    | Landkreis Harburg, Landkreis Stade                               |                            | Position | 1311,78          | 2006                |
| Neuklosterholz                             | weitere Bilder | LÜ 323  | 555690875 | Landkreis Stade                                                  |                            | Position | 260              | 2018                |
| Oederquarter Moor                          |                | LÜ 131  | 164918    | Landkreis Cuxhaven, Landkreis Stade                              |                            | Position | 82,98            | 1985                |
| Osteschleifen                              | weitere Bilder | LÜ 346  | 555700705 | Landkreis Cuxhaven, Landkreis Stade, Landkreis Rotenburg (Wümme) |                            | Position | 250              | 2019                |
| Osteschleife Hundswiesen                   | weitere Bilder | LÜ 351  | 555700684 | Landkreis Stade, Landkreis Rotenburg (Wümme)                     |                            | Position | 20               | 2019                |
| Ostesee                                    | weitere Bilder | LÜ 081  | 82296     | Landkreis Cuxhaven, Landkreis Stade                              |                            | Position | 14,90            | 1982                |
| Sandentnahme Hammah                        | weitere Bilder | LÜ 085  | 82484     | Landkreis Stade                                                  |                            | Position | 27,34            | 1984                |
| Schilf- und Wasserfläche Krautsand/Ostende | weitere Bilder | LÜ 074  | 82526     | Landkreis Stade                                                  |                            | Position | 9,09             | 1981                |
| Steinbeck                                  | weitere Bilder | LÜ 261  | 329644    | Landkreis Stade                                                  |                            | Position | 117,25           | 2004                |
| Steinbeckforst                             | weitere Bilder | LÜ 325  | 555690903 | Landkreis Stade                                                  |                            | Position | 70               | 2018                |
| Tide-Este                                  | weitere Bilder | LÜ 341  | 555690905 | Landkreis Stade                                                  |                            | Position | 22               | 2018                |
| Untere Oste                                | weitere Bilder | LÜ 318  | 555638595 | Landkreis Cuxhaven, Landkreis Stade                              |                            | Position | 583              | 2017                |
| Unteres Estetal                            | weitere Bilder | LÜ 342  | 555690902 | Landkreis Stade                                                  |                            | Position | 263              | 2018                |
| Wiesen- und Weidenflächen an der Oste      | weitere Bilder | LÜ 109  | 166300    | Landkreis Stade                                                  |                            | Position | 120,28           | 1985                |
| Wildvogelreservat Nordkehdingen            | weitere Bilder | LÜ 117  | 166316    | Landkreis Stade                                                  |                            | Position | 541,68           | 1985                |